# Konstantinovsky (huyện của Rostov)
Huyện Konstantinovsky (tiếng Nga: ? райо́н) là một huyện hành chính tự quản (raion), của Tỉnh Rostov, Nga. Huyện có diện tích 2205 kilômét vuông, dân số thời điểm ngày 1 tháng 1 năm 2000 là 36800 người. Trung tâm của huyện đóng ở Konstantinovsk.